# 湊町 (境港市)
湊町（みなとまち）は、鳥取県境港市の町名。郵便番号は684-0031（境港郵便局管区）。 

## 地理
市の北部。市街地南縁に位置する。
北は明治町、北東は末広町、東は元町、南は上道町、西は馬場崎町と接する。

## 歴史
1972年（昭和47年）から現在の境港市の町名。もとは境港市上道町の一部。下ノ川土地区画整理事業完了により住宅地が造成されて成立。町名の由来は境港にちなむ。

## 産業

### 企業・店
食料品の部
- （有）黒見商店（営業内容・菓子類卸売）[6]
- （有）明治牛乳境港販売所（営業内容・牛乳、乳製品、各種飲料卸、小売）[7]

文化用品、日用品の部
- （有）サカイ日用大工センター（営業内容・建築小物材料小売）[8]
- 陶園やまもと（営業内容・陶磁器小売）[9]
- （有）川端印刷所（営業内容・印刷）[9]
- フタバ教材（営業内容・教材、教具、スチール製品、学生服、文具小売）[10]

機械器具の部
- 山陰スバル（株）境港営業所（営業内容・自動車販売、修理）[11]
- （有）美保ホンダ販売（営業内容・自動車オートバイ販売修理）[12]
- 米子スズキ販売（株）境港営業所（営業内容・自動車販売修理）[12]

請負工事、土建資材の部
- 安部工務店（営業内容・土木工事）[13]
- 美保土建（株）境港営業所（営業内容・総合建設）[14]
- （有）林セメント工業（営業内容・木毛セメント板製造販売）[15]
- 三光電業（有）（営業内容・電気工事）[16]

水産の部
- 美保漁業（生）（営業内容・イカ釣、カニかご）[17]
- （有）石倉水産（営業内容・煮干塩干魚製造）[17]
- 後藤商店（営業内容・魚函販売）[18]

運輸の部
- 丸浜運送（有）（営業内容・空缶、缶詰運送）[19]

金融の部
- 山陰合同銀行境港支店

観光、サービスの部
- 栄竹庵（営業内容・食堂）[20]
- 喫茶レモン（営業内容・喫茶）[21]

その他の部
- 司法書士川田俊弘事務所（営業内容・司法書士、土地家屋調査士）[22]
  - 川田司法書士事務所[23]
- 長栄善二郎事務所[23]
- 岩田篤税理士事務所[23]

## 宗教
真宗大谷派
- 真光寺[24]

## 世帯数と人口
2022年（令和4年）7月31日現在の世帯数と人口は以下の通りである。
| 町丁 | 世帯数  | 人口  |
| ---- | ------- | ----- |
| 湊町 | 211世帯 | 483人 |

### 人口の変遷
国勢調査等による人口の推移。
| 1980年（昭和55年） | 614人 |  |

### 世帯数の変遷
国勢調査等による世帯数の推移。
| 1980年（昭和55年） | 200世帯 |  |

## 小・中学校の学区
市立小・中学校に通う場合、学区は以下の通りとなる。
| 番地 | 小学校           | 中学校             |
| ---- | ---------------- | ------------------ |
| 全域 | 境港市立境小学校 | 境港市立第一中学校 |

## 交通

### 鉄道
町内に鉄道駅はない。

### 道路
- 鳥取県道・島根県道2号境美保関線
- 鳥取県道47号米子境港線

## 施設
- 境公民館[26]
- 境港市立境小学校[27]
- 池田整骨院[28]

## 出身人物・ゆかりのある人物

### 政治家
- 中村勝治 - 境港市長。住所が湊町。